# آنیتا بروکنر
آنیتا بروکنر (انگلیسی: Anita Brookner؛ ۱۶ ژوئیهٔ ۱۹۲۸ – ۱۰ مارس ۲۰۱۶) تاریخ‌نگار هنر و رمان‌نویس اهل بریتانیا بود.
وی همچنین برندهٔ جوایزی همچون جایزه ادبی من بوکر شده‌است.